# Романов, Иоанн Константинович
Иоанн Константинович (23 июня [5 июля] 1886, Павловск — 18 июля 1918, под Алапаевском, Пермская губерния) — князь императорской крови, сын племянника императора Александра II великого князя Константина Константиновича, ротмистр (1916) лейб-гвардии Конного полка, флигель-адъютант (1908), герой Первой мировой войны, награждён Георгиевским оружием и орденом Святого Владимира 4-й степени.

## Биография
Иоанн принадлежал к ветви династии Романовых, именовавшейся Константиновичами, — он был её третьим представителем, и первенцем в большой семье великого князя Константина Константиновича, драматурга, поэта, переводчика, «скрывавшегося» под хорошо запоминающимся инициальным литературным псевдонимом "К. Р. Матерью Иоанна Константиновича была принцесса Елизавета Августа Мария Агнеса Саксен-Альтенбургская, герцогиня Саксонская, в браке — великая княгиня Елизавета Маврикиевна (1865—1927). Иоанн Константинович стал первым князем императорской крови Российского императорского дома и первым в Доме правнуком какого-либо императора, не являющимся внуком какого-либо императора.
Константин Константинович поведал о переживаниях, связанных с рождением своего сына, в колыбельной, где словно предначертана его судьба (04.03.1887):

Спи в колыбели нарядной,
Весь в кружевах и шелку,
Спи, мой сынок, ненаглядный,
В тёплом своем уголку!…
В тихом безмолвии ночи
С образа, в грусти святой,
Божией Матери очи
Кротко следят за тобой.
Сколько участья во взоре
Этих печальных очей!
Словно им ведомо горе
Будущей жизни твоей.
В Мраморном дворце была устроена детская часть в русском стиле, и даже комнатам в ней были даны соответствующие тому названия: опочивальня, гуляльня, мыльная. Об атмосфере, в которой Иоанн, по-домашнему — Иоанчик — его братья и сёстры росли и воспитывались, можно получить хорошее представление по воспоминаниям Гавриила Константиновича: «Отец был с нами строг и мы его боялись. „Не могу“ или „не хочу“ не должны были для нас существовать. Но отец развивал в нас и самостоятельность: мы должны были делать всё сами, игрушки держать в порядке, сами их класть на место. Отец терпеть не мог, когда в русскую речь вставляли иностранные слова, он желал, чтобы первым нашим языком был русский. Поэтому и няни у нас были русские, и всё у нас было по-русски». Потомкам великого князя сызмальства были привиты начала православия, и всё воспитание их шло в полном соответствии канонами православной веры.

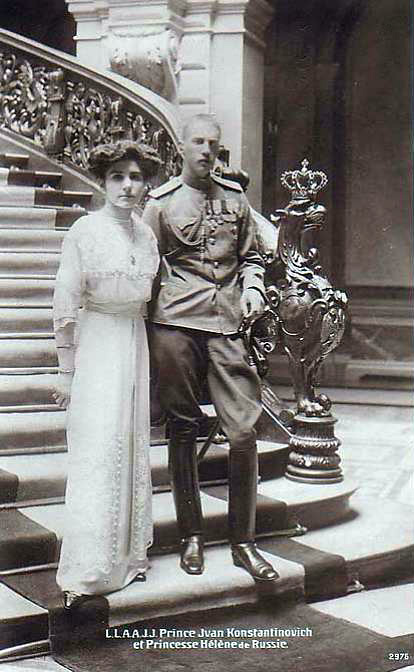
Иоанн Константинович с женой Еленой Сербской

Вечером родители присутствовали на молитве сыновей; Гавриил Константинович пишет: «Сперва мой старший брат, Иоанчик, а за ним и я становились на колени перед киотом с образами в нашей спальне и читали положенные молитвы, между прочим, и молитву Ангелу-Хранителю, которую, по семейному преданию, читал ребёнком император Александр II. Отец требовал, чтобы мы знали наизусть тропари двунадесятых праздников и читали их в положенные дни. Часто и дяденька (младший брат отца, великий князь Дмитрий Константинович) присутствовал при нашей вечерней молитве; когда мы ошибались, родители или дяденька нас поправляли. <…> В углу гуляльни висел большой образ Владимирской Божьей Матери, а на нём—полотенце, расшитое разноцветными шелками и золотом, на концах обшитое старинными кружевами. Перед образом всегда теплилась большая лампада».
В детстве Иоанчик был очень впечатлителен. По воспоминаниям брата, перед сном к ним приходил дядюшка Дмитрий Константинович, который тоже жил в Мраморном, и служил тогда в Конной гвардии. Дети, его очень любившие, «…бежали к нему навстречу и бросались на шею. Дяденька любил иногда шутить над нами. Показывая Иоанчику конец ремня, которым он затягивал рейтузы, говорил, что это — его хвост. При этом Иоанчик чуть не плакал, страшно боясь этого „хвоста“. Он также боялся шкуры белого медведя с большой головой, лежавшей в приёмном кабинете отца, и плакал, когда его к ней подводили».
«Благочестивый, любящий, вежливый, скромный, немного разиня, не обладающий даром слова, несообразительный, но вовсе не глупый и бесконечно добрый», — характеризовал своего сына великий князь Константин Константинович в день его двадцатилетия.
Окончил Первый кадетский корпус (1905) и Николаевское кавалерийское училище (1907), стал офицером лейб-гвардии Конного полка. С 1908 года состоял флигель-адъютантом при царе.
Характерной чертой Иоанна Константиновича была его особая склонность ко всему церковному. Будучи человеком высокой духовной настроенности, он выделялся молитвенностью даже в кругу своей очень религиозной семьи. Князь даже думал посвятить себя духовной карьере, но влюбился, встретив сербскую принцессу Елену.
С началом Первой мировой войны Иоанн Константинович был назначен ординарцем при штабе 1-й гвардейской кавалерийской дивизии, участвовал в походе в Восточную Пруссию. Пожалован Георгиевским оружием
За то, что в боях 2, 4 и 6 августа, состоя ординарцем у начальника дивизии, неоднократно передавал с явною опасностью для жизни распоряжения и этим способствовал достижению успеха.
В 1915 году он был командирован в Гвардейский запасной кавалерийский полк, где занимался подготовкой новобранцев. 30 июля 1915 года был произведен в штабс-ротмистры, 20 декабря 1916 года — в ротмистры.
21 марта 1917 года лишён звания флигель-адъютанта в связи с упразднением всех военно-придворных званий.
13 апреля 1917 года, лейб-гвардии Конного полка ротмистр князь Иоанн Константинович был уволен от службы, по прошению.

## Брак и дети
2 сентября 1911 года Иоанн Константинович женился на принцессе Елене Петровне Сербской (1884—1962), дочери Петра I Карагеоргиевича и Зорки Черногорской. В браке родилось двое детей:
- Всеволод (1914—1973): три брака, без потомства;
- Екатерина (1915—2007):
  - Николетта (р. 23 июля 1938, Рим); замужем за Альберто Грундландом. Дети:
    - Эдуардо Альберто Грундланд (р. 15 января 1967); женился в 1999 году на Марии Эстер Пите Бланко, у пары один сын.
    - Александра Габриэлла Грундланд (р. 17 сентября 1971); в 2001 году вышла замуж за Роберто Кастро Падулу, один сын.

  - Фьямметта (р. 19 февраля 1940, Будапешт); в первом браке с Виктором Карлосом Арселусом (в браке с 1969 до 1980), второй брак с 1981 года с Нельсоном Дзанелли. Трое детей от двух браков:
    - Виктор Джон Арселус (р. 24 ноября 1973).
    - Себастьян Карлос Арселас (р. 5 ноября 1976, Нью-Йорк), американский актёр. Женат на актрисе Стефани Блок[en], с которой имеет одну дочь.
    - Алессандро Дзанелли (р. 31 июля 1984).

  - Иоанн (Джованни) (р. 20 октября 1943, Рим); женат на Мари-Клод Тилльер-Дебесс (р. 1944, Париж). Дети:
    - Алессандро Фараче (р. 29 августа 1971).
    - Ян Фараче (р. 4 октября 1974); женился в 2009 году на Анн-Софи Леньель, у пары один сын.

## Смерть
Князь был на фронте, когда в России произошла Октябрьская революция. Вернувшись в Петроград, Иоанн был вынужден подписать расписку о невыезде. По декрету большевиков от 26 марта 1918 года князь Иоанн вместе с братьями Константином и Игорем были высланы из Петрограда в Вятку, затем в Екатеринбург, а 20 мая они прибыли в город Алапаевск. Здесь в заточении в Напольной школе князья находились два месяца. Елена Петровна пожелала поехать с мужем, но ей было отказано. Князь Иоанн Константинович был убит вместе с другими членами дома Романовых 18 июля 1918 года, их тела были сброшены в одну из шахт под Алапаевском.
Реабилитирован посмертно 8 июня 2009 года.

## Духовная жизнь
После вступления в Алапаевск Белой армии тела Романовых были извлечены. Было установлено, что рана князя, упавшего на уступ шахты возле великой княгини Елизаветы Фёдоровны, была перевязана частью её апостольника. Пальцы князя Иоанна были сложены для крестного знамения. В кармане пальто Иоанна Константиновича оказалась деревянная икона среднего размера, образ стёрт, а на обратной стороне надпись: «Сия святая икона освящена» и «На молитвенную память отцу Иоанну Кронштадтскому от монаха Парфения. (Афонского Андреевского скита) г. Одесса 14 Июля 1903 г.» Останки были захоронены в апреле 1920 года при храме святого Серафима Саровского в Пекине.
Канонизирован Русской православной церковью за границей в сонме Новомучеников российских 1 ноября 1981 года.
Многие факты говорят о том, что во время заключения Иоанн Константинович был рукоположён в сан диакона и священника:
- 6 февраля 1918 года великая княжна Ольга Николаевна сообщала из Тобольска о том, что князь Иоанн Константинович «сделался иподиаконом, кажется, и пойдёт дальше. Страшно доволен, но жена его не одобряет».
- в «Прибавлениях к Церковным ведомостям» (1918, 2/15 марта. — № 7-8. — С. 329) было сделано данное свидетельство: «3 марта в Иоанновском монастыре на Карповке, во время архиерейской литургии, состоялось посвящение в диаконы Князя Иоанна Константиновича. В следующее воскресенье состоялось возведение его в сан иерея. Иоанн Константинович женат на сербской княжне Елене Петровне, с которой разводится, принимает монашество и будет, как ожидают, возведён в сан епископа».

Цитируемое сообщение было вскоре опровергнуто: «Появившееся в различных газетах известие о посвящении в диаконы, а затем в иереи князя Иоанна Константиновича неточно: Иоанн Константинович получил лишь право принимать участие в богослужении и надевать облачение» [то есть, принял посвящение в стихарь] («Наш век». 1918, 4 апр./22 марта. — № 65. — С. 3).
- Согласно дошедшим до нас сведениям, в Вятке в соборе св. благоверного Вел. Кн. Александра Невского отец Иоанн сослужил священникам, пел на клиросе. В дальнейшем известно о посещении им Екатерининского кафедрального собора в Екатеринбурге. Ходил он и в церковь в Алапаевске под конвоем красноармейца. Однако служил ли он в этих храмах — неизвестно[14].

## Награды
- Орден Святого апостола Андрея Первозванного (14.06.1907)[15]
- Орден Святого Александра Невского (14.06.1907)[15]
- Орден Белого орла (14.06.1907)[15]
- Орден Святой Анны 1-й степени (14.06.1907)[15]
- Орден Святого Станислава 1-й степени (14.06.1907)[15]
- Орден Святого Владимира 4-й степени с мечами и бантом (ВП 06.10.1914)[15]
- Георгиевское оружие с надписью "За храбрость" (ВП 13.10.1914)[15]